# Don Carmody
Don Carmody, född 16 april 1951 i Providence, Rhode Island (men uppvuxen i Kanada), är en amerikansk-kanadensisk filmproducent men också produktionsledare, manusförfattare och regissör. Carmody har producerat filmer i närmare 30 år och är VD för Don Carmony Productions Inc. Innan han startade eget var han vice VD för produktion på Franchise Pictures Inc.

## Filmografi (urval)

### Producent
- 1982 – Porky's
- 1983 – Porky's II – Dagen efter
- 1992 – Djungelns hemlighet I (exekutiv producent)
- 1995 – Johnny Mnemonic
- 1996 – The Substitute
- 1998 – Studio 54 (exekutiv producent)
- 1999 – The Boondock Saints (exekutiv producent)
- 2000 – Oss torpeder emellan (medproducent)
- 2000 – The Art of War (exekutiv producent)
- 2000 – Get Carter (exekutiv producent)
- 2001 – Löftet (exekutiv producent)
- 2001 – The Caveman's Valentine (exekutiv producent)
- 2001 – 3000 Miles to Graceland (exekutiv producent)
- 2001 – Driven (exekutiv producent)
- 2001 – Angel Eyes (exekutiv producent)
- 2001 – Heist - sista stöten (exekutiv producent)
- 2002 – City by the Sea (exekutiv producent)
- 2002 – Chicago (medproducent)
- 2003 – Wrong Turn (exekutiv producent)
- 2003 – Gothika (exekutiv producent)
- 2004 – Resident Evil: Apocalypse
- 2005 – Assault on Precinct 13 (exekutiv producent)
- 2006 – Lucky Number Slevin (exekutiv producent)
- 2006 – Silent Hill
- 2006 – Skinwalkers
- 2010 – Resident Evil: Afterlife
- 2012 – Silent Hill Revelation 3D
- 2013 – The Mortal Instruments: Stad av skuggor
- 2014 – Pompeii
- 2015 – The Mortal Instruments: Stad av aska

### Blandade filmjobb
- 1973 – The Pyx (produktionsassistent)
- 1976 – Drive-In Massacre (produktionskonsult)
- 1979 – Meatballs (produktionschef)
- 1980 – Death Ship (produktionschef)
- 1980 – Terror Train (produktionschef)
- 1989 – Winter People
- 1996 – The Substitute
- 1997 – Will Hunting (produktionskonsult)

## Övrigt
- Don Carmody gjorde en mindre roll i filmen The Boondock Saints som Mafioso #2.